# Latrina de fossa

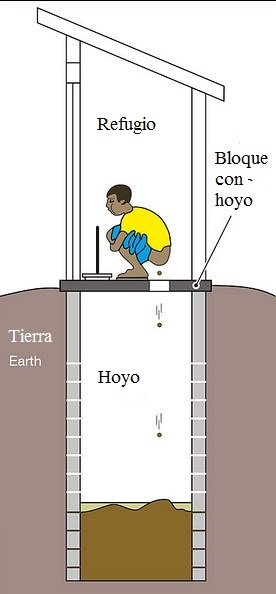
Dibuix senzill d'una latrina de fossa com un lloc on seure a la gatzoneta dins d'un refugi.

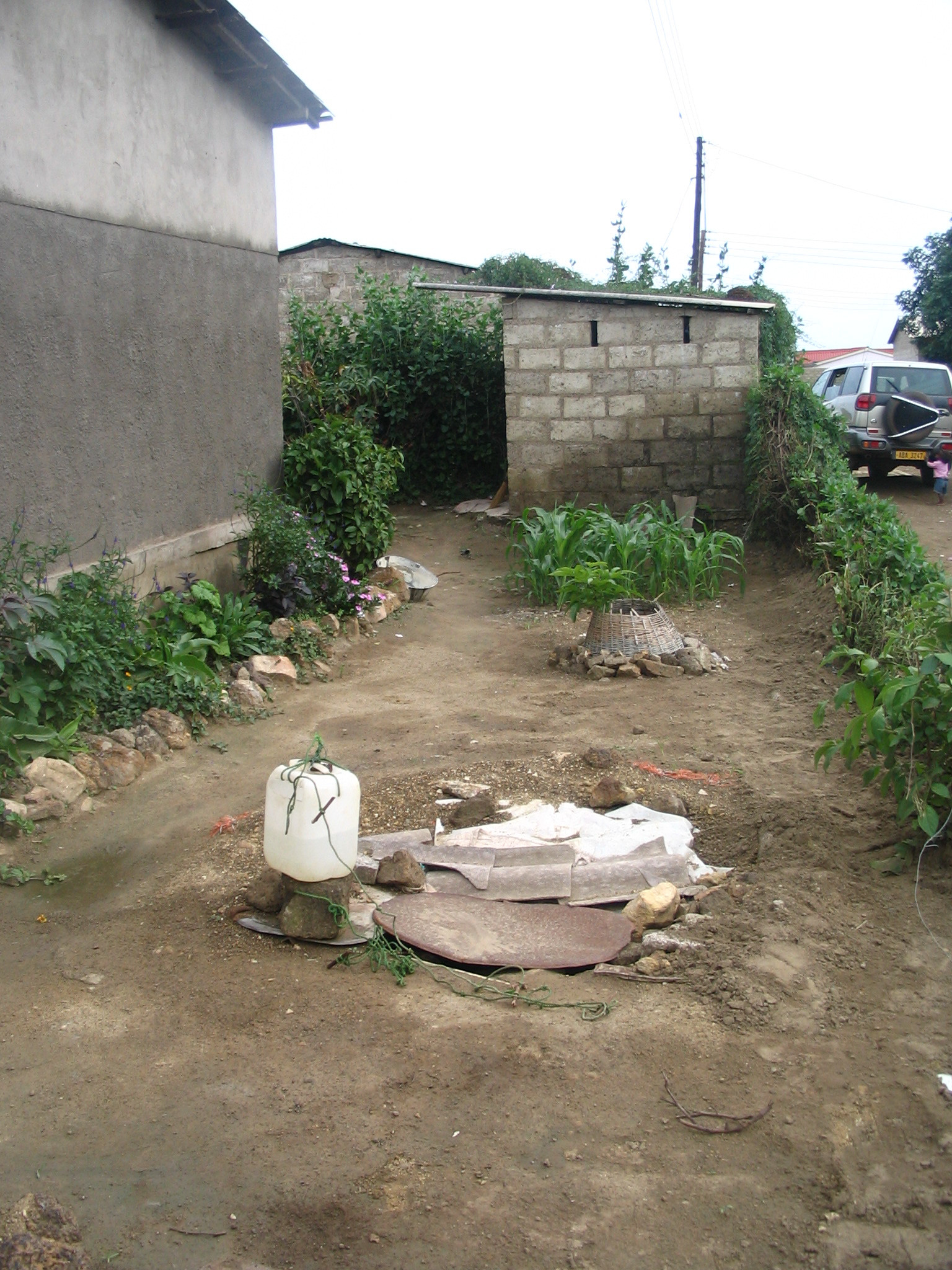
El pou està a prop de la latrina construïda darrere d'un bloc, en Lusaka, Zàmbia.

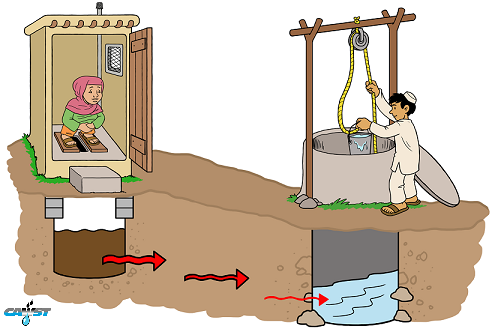
Les malalties portades pel corrent, poden estendre per mitjà d'un pou, contaminat amb patògens de la femta d'una latrina de fossa propera.

Una latrina de fossa o comuna de fossa és un tipus de latrina que acumula els excrements humans en una fossa a terra. O són latrines seques o són latrines amb arrossegament que són dissenyades especialment i usen entre un i tres litres d'aigua en cada descàrrega. Quan es construeixen i es mantenen de manera correcta, les latrines poden reduir la propagació de malalties perquè disminueixen la quantitat d'excrement humà en l'ambient produïda per la defecació a l'aire lliure. Les latrines disminueixen la possibilitat que qualsevol patogen es mogui de l'excrement al menjar, portat per les mosques. Les conseqüències principals d'aquests patògens són gastroenteritis i infestació de cucs. La diarrea infecciosa resultava la causa d'aproximadament 0,7 milions de morts en els nens menors de cinc anys el 2011 i la pèrdua de 250 dies d'escolarització en la gent gran. El mètode més barat de separar l'excrement dels éssers humans és amb l'ús de latrines de fossa.

## Descripció
Generalment, una latrina de fossa consisteix en tres parts: un clot al terra, una llosa de pedra grossa però no molt gruixuda com a base i terra de la comuna i un refugi contenint-lo. Normalment, el forat té una profunditat d'almenys tres metres (10 peus) de profunditat i una amplada d'un metre (3,2 peus). L'Organització Mundial de la Salut recomana que es construeixin les latrines a certa distància de la casa, equilibrant fàcil accés amb la pudor. La distància entre l'aigua subterrània i l'aigua superficial ha de ser la més llarga possible per disminuir el risc de contaminació de l'aigua subterrània. El forat al bloc no ha de ser més gran de 25 centímetres (9,8 polzades) per impedir que nens caiguin dins el forat. S'ha d'impedir que la llum entri al forat per evitar que entrin també les mosques. És possible que calgui un tap per tapar el forat a terra quan no es fa servir la latrina. Quan s'omple el forat d'excrement fins a arribar als 0,5 metres (1,6 peus) de la part més alta, o ha de ser buidat o un nou forat ha de ser construït, amb el refugi reubicat o construït de nou en el nou lloc. El maneig dels residus (fang d'excrement) és complicat i si no es fa correctament hi ha riscos a l'ambient ia la salut.
Hi ha diverses formes per les quals es pot millorar una latrina de fossa de construcció simple. Una manera és afegir un tub de ventilació, que comença al forat i surt per sobre del refugi el que millora el flux d'aire i disminueix la pudor de la latrina. Si es tapa el més alt del tub amb malla, normalment feta de PRFV, també es pot reduir el nombre de mosques. En aquestes latrines no hi ha la necessitat de tapar el forat a terra. Altres millores possibles inclouen un sòl on el líquid es buida dins de l'forat i un reforçament de la part alta de l'forat amb maons o blocs, o amb anells de ciment, per a millorar l'estabilitat de la latrina.

## Ús al món
A partir de 2013 s'estimava en 1.770 milions les persones al món que usaven latrines de fossa. La gran majoria d'aquestes persones viuen en països en vies de desenvolupament, en mitjans rurals i de natura salvatge. El 2011 s'estimava en 2.500 milions les persones sense accés a una latrina apropiada de les que 1.000 milions havien de defecar a l'aire lliure en el seu entorn. Àsia de Sud i el Àfrica subsahariana són les regions que tenen menys accés a latrines. En països en vies de desenvolupament el cost d'una fossa senzilla normalment és entre 25 i 60 dòlars americans. Els costos regulars de manteniment són entre 1,5 i 4 dòlars americans per persona a l'any; de vegades aquests no es consideren quan es fa la construcció original. En algunes parts rurals de l'Índia s'han promogut les latrines amb la consigna «Si no hi ha latrina, no hi ha casament» per animar les dones a negar a casar-se amb homes que no siguin amos del seu pròpies latrines. L'existència de latrines properes a les cases i amb tancaments adequats prevé eficaçment les agressions sexuals a dones, que de no protegir-ho poden ser atacades quan es retiren a llocs solitaris a defecar.

## Galeria

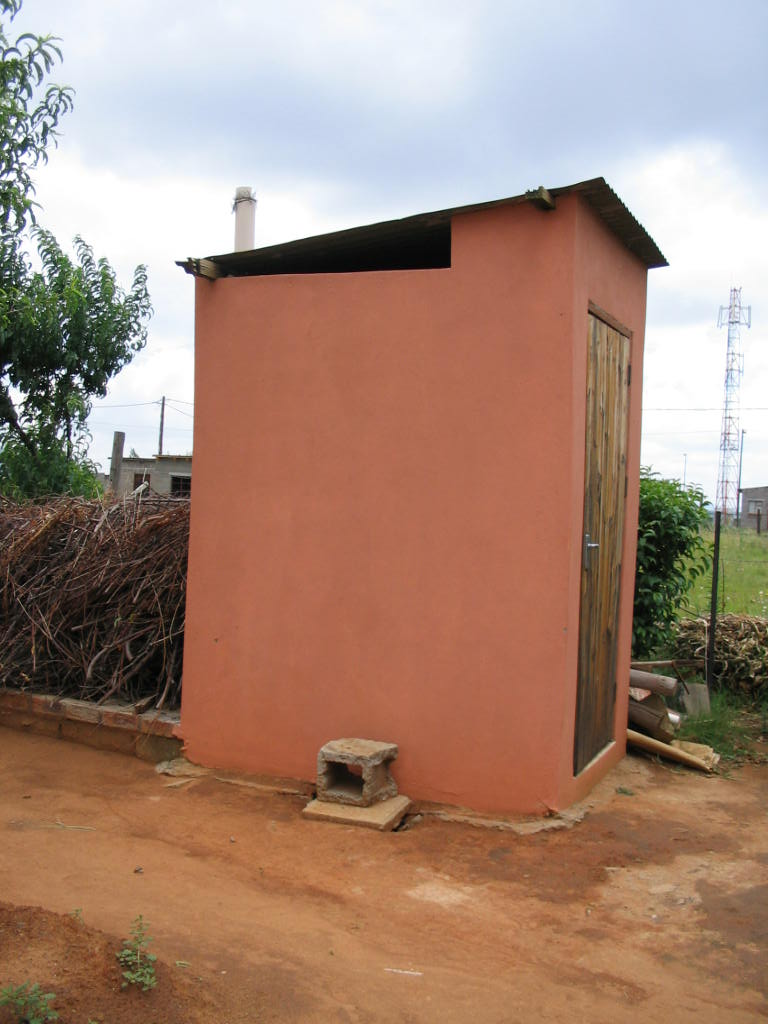
Una latrina de forat ben mantinguda en una llar rural prop de Maseru, Lesotho.
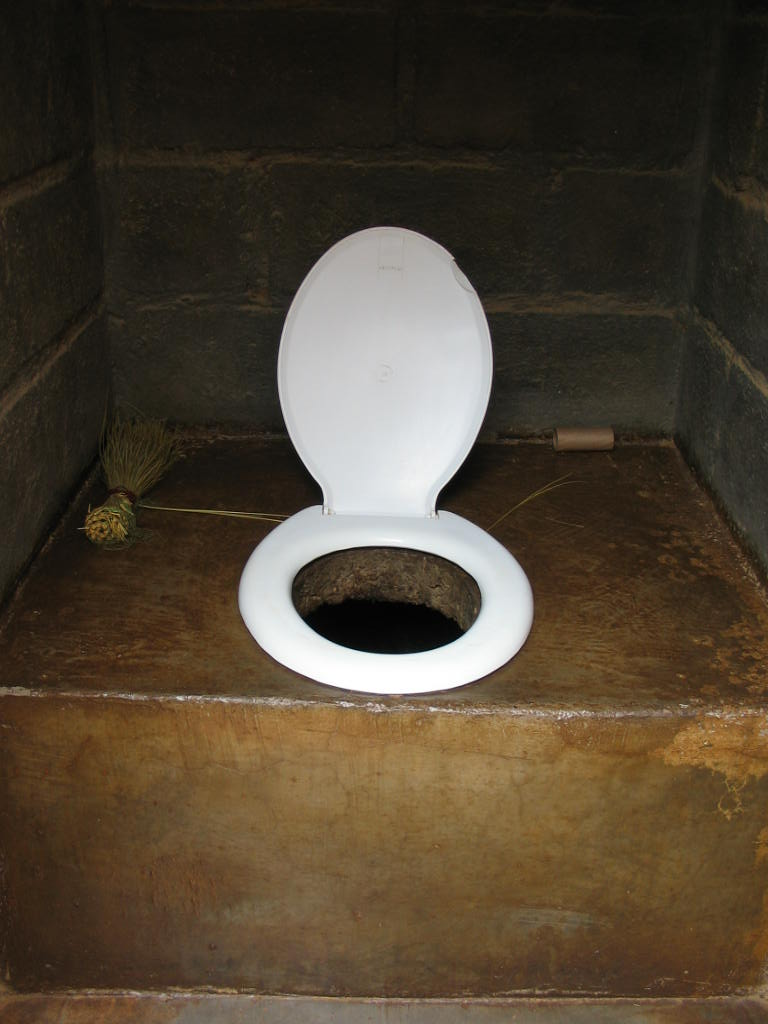
Interior de latrina de forat des de dins en una casa prop de Maseru, Lesotho (la mateixa latrina mostrada des de fora a la imatge a l'esquerra).
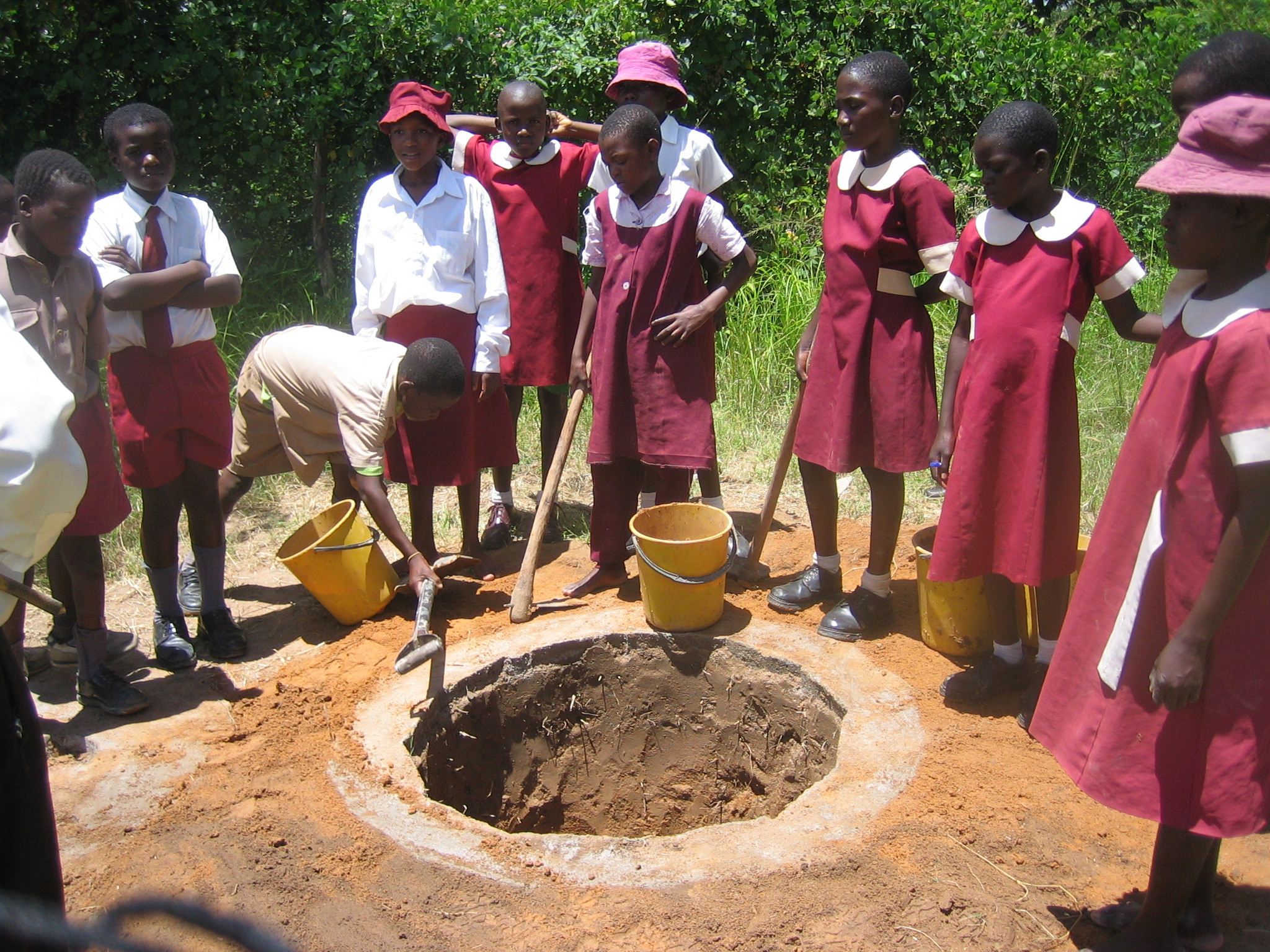
Estudiants a Zimbàbue caven un clot de poca profunditat per a una latrina ArborLoo (una variació de la latrina de forat) a Epworth a Harare, Zimbabwe.
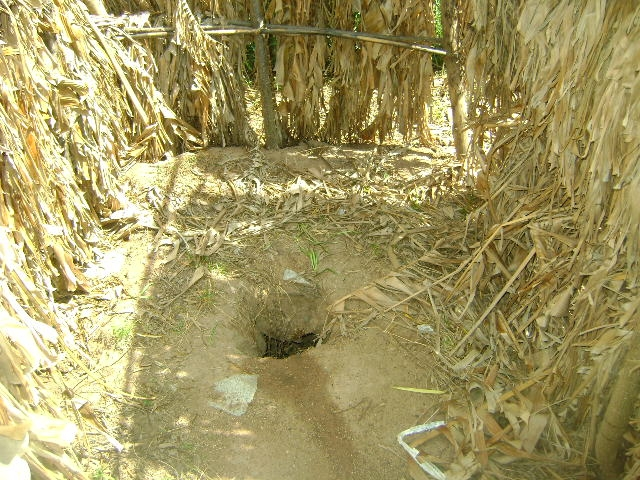
Latrina de forat tradicional al nord de Kamenya, Kenya.
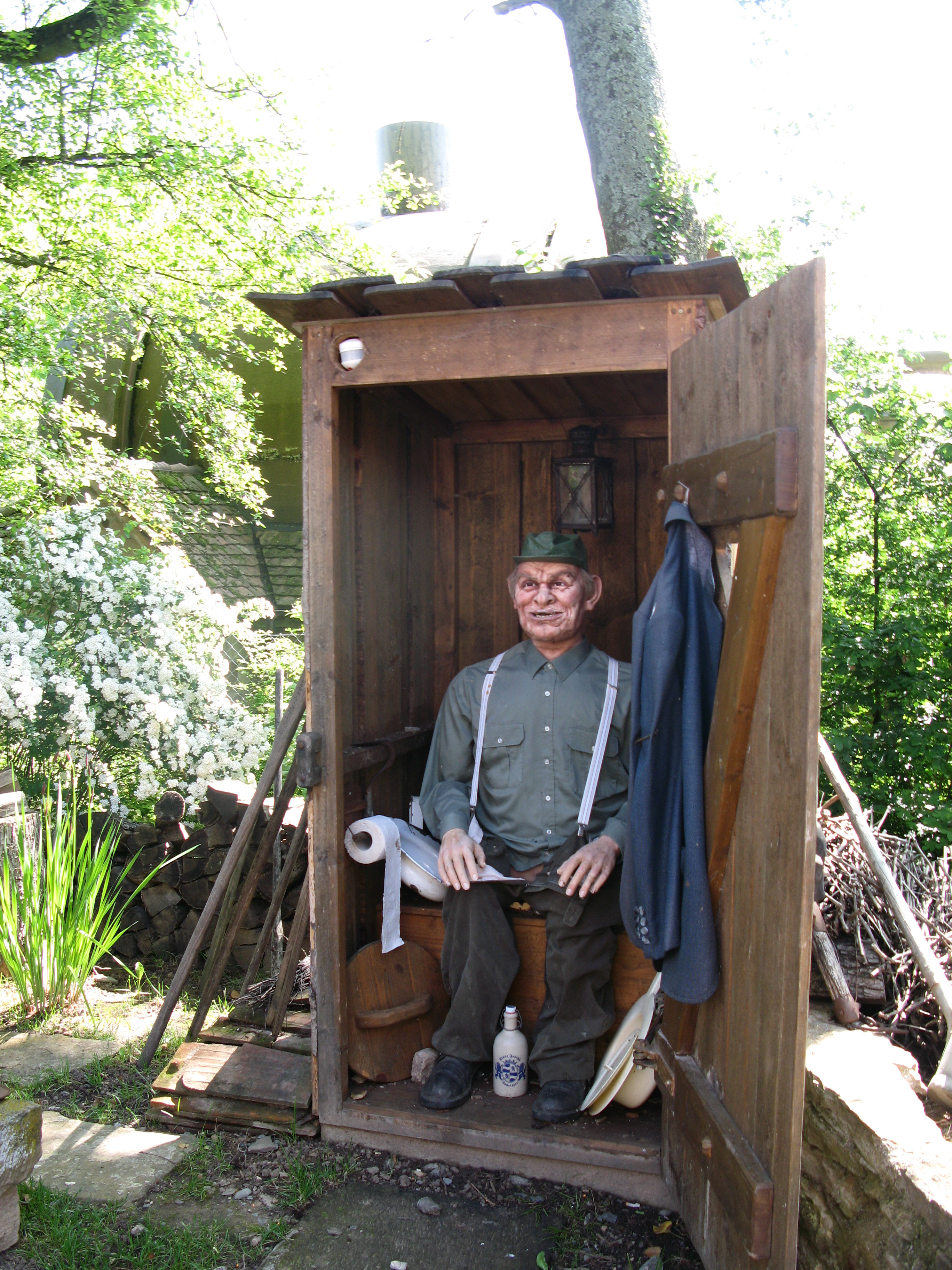
Aquest ninot mostra amb humor les latrines de forat a Alemanya
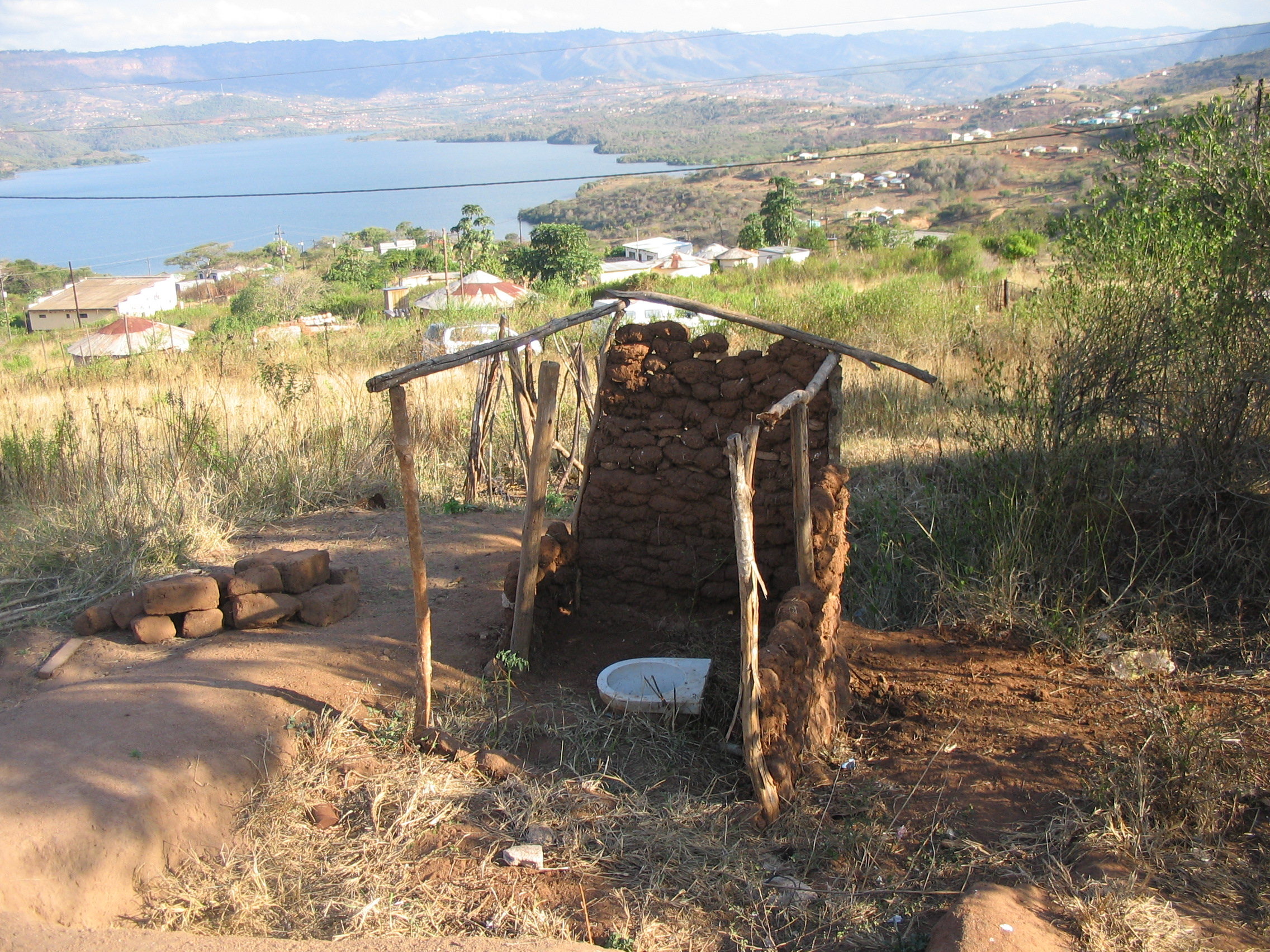
Latrina de forat abandonada a Durban, Sud-àfrica.
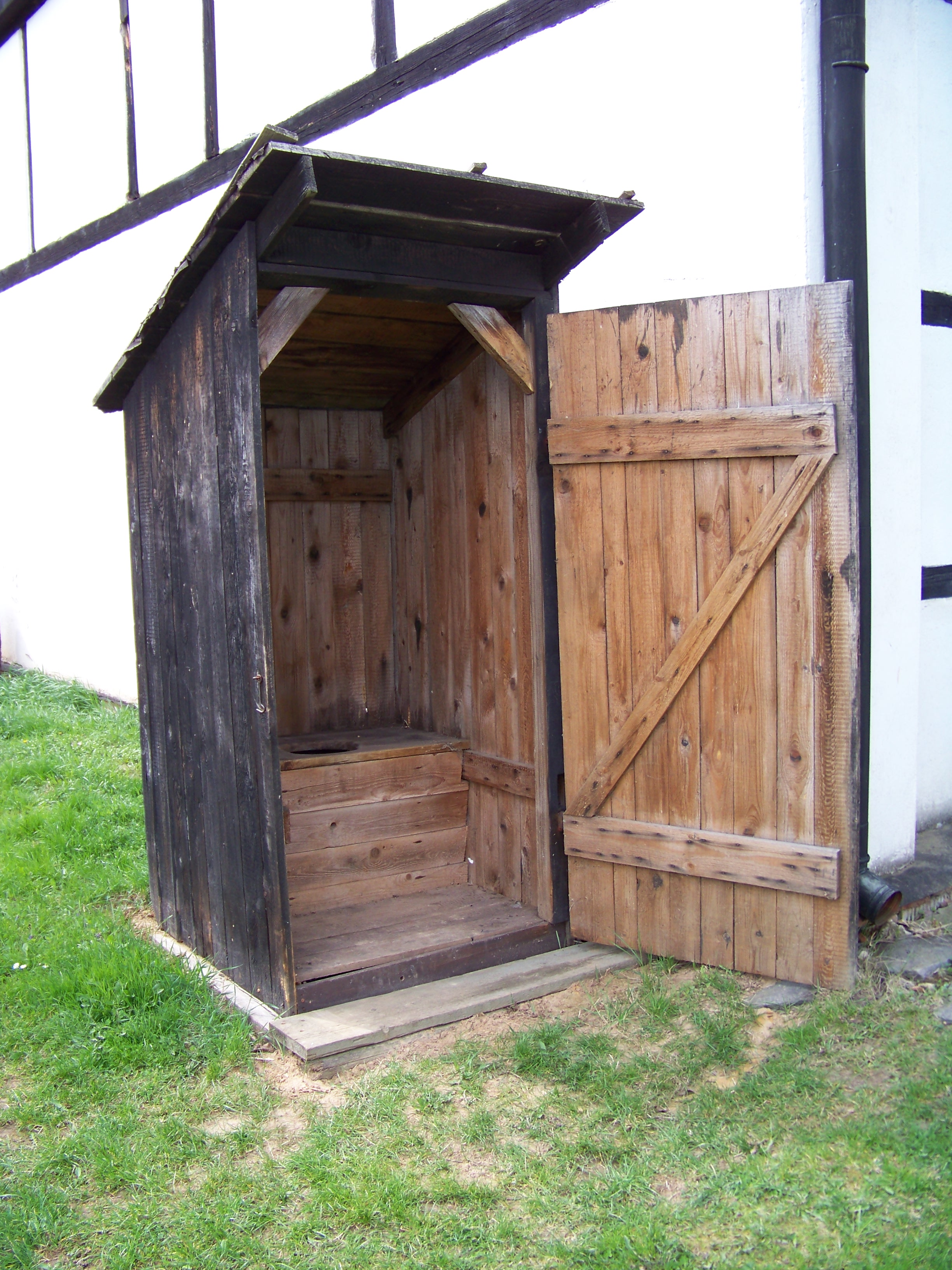
Interior d'un refugi, l'estructura que sol construir-se per sobre del forat per donar privacitat.